# Хадай Дмитро Степанович
Хада́й Дмитро́ Степанович (Псевдо: «Антон», «Білий», «Бойчук», «Микола», «Риба», «Тісо»; 1912, с. Княжпіль, Старосамбірський район, Львівська область — 11 травня 1954, там же) — керівник Золочівського районного проводу ОУН, лицар Бронзового хреста бойової заслуги УПА.

## Життєпис
Член ОУН з 1929 р.

Степан Стебельський-«Хрін» (ліворуч) та Дмитро Хадай

На нелегальному становищі з 1943 р. До 1947 р. діяв на території Закерзоння, а відтак перейшов на територію України і очолював Хирівський районний провід ОУН.
Референт СБ (весна 1950 — 05.1951), керівник (05.1951-05.1954) Золочівського районного проводу ОУН.
Навесні 1954 р. із бойовиком Василем Квасницею («Юрком») вирушив у рідне село, де й загинув у бою з оперативною групою МДБ.

## Нагороди
- Згідно з Наказом Золочівського окружного проводу ОУН ч. 1/52 від 5.08.1952 р. керівник Золочівського районного проводу ОУН Дмитро Хадай — «Антон» нагороджений Бронзовим хрестом бойової заслуги УПА.

## Вшанування пам'яті
- 29.01.2018 р. від імені Координаційної ради з вшанування пам'яті нагороджених Лицарів ОУН і УПА у м. Старий Самбір Львівської обл. Бронзовий хрест бойової заслуги УПА (№ 045) переданий Вірі Хадай-Скобака, племінниці Дмитра Хадая — «Антона».
- На його честь названо школу у рідному селі.[1]